# Villa Salvetti
Die Villa Salvetti ist ein Landhaus aus dem 18. Jahrhundert im Viertel Barra von Neapel in der italienischen Region Kampanien. Sie liegt in der Via Luigi Martucci.

## Beschreibung
Das alte Gebäude, das bereits in der Karte des Duca di Noja erwähnt ist, weist keine wesentlichen Veränderungen auf: Es sieht heute noch aus wie eine typische Villa aus dem 18. Jahrhundert. Der Grundriss hat U-Form und ihr Äußeres ist durch das Eingangsportal und die Fenster mit wertvollen Stuckrahmen gekennzeichnet. In jüngerer Zeit wurden etliche Restaurierungseingriffe durchgeführt, bei denen jedoch nicht alle Probleme dieses Gebäudes gelöst wurden.
Der Zustand des noch erhaltenen Gartens ist auch nicht der beste, obwohl verschiedene Reinigungsschritte durchgeführt und von der C.A.B. Fahrgeschäfte installiert wurden. Der Park könnte zusammen mit den anderen Grünflächen der Gegend dem Viertel Prestige verleihen. Die Villa gehört heute der Stadt Neapel.